# Jasmin Pal
Jasmin Pal (* 24. August 1996 in Innsbruck) ist eine österreichische Fußballtorfrau, die seit 2021 für die österreichische Nationalmannschaft spielt.

## Karriere

### Vereine
Jasmin Pal startete ihre sportliche Laufbahn 2003 beim SK Wilten. Nach Stationen beim SV Hall, dem Innsbrucker SK und dem Innsbrucker AC spielte sie ab 2009 für den FC Wacker Innsbruck. Für die Saison 2015/16 wechselte sie zum BV Cloppenburg. Sie absolvierte die Fußballakademie in St. Pölten und schloss 2019 eine Ausbildung zur Krankenpflegerin ab. Nach weiteren vier Jahren beim FC Wacker Innsbruck stand sie von 2020 bis 2022 für den SC Sand im Tor. Im Jänner 2022 zog sie sich einen Kreuzbandriss zu. Im Mai 2022 wurde ihr Wechsel zum 1. FC Köln bekannt, wo sie einen Vertrag bis Sommer 2024 unterschrieb. Der Vertrag wurde im Mai 2024 bis zum 30. Juni 2025 verlängert. Zum Ende der Saison 2024/25 verließ Pal den 1. FC Köln. Mitte 2025 wurde sie vom FK Austria Wien verpflichtet, wo sie einen Vertrag bis Sommer 2027 unterschrieb und die zum HSV in die deutsche Bundesliga gewechselte Larissa Haidner ersetzte.

### Nationalmannschaft
Pal absolvierte Einsätze in den U17- und U19-Nationalteams. Mit der U-19-Mannschaft nahm sie an den Qualifikationen zur U-19-Fußball-Europameisterschaft der Frauen 2014 und 2015 teil, scheiterte aber jeweils mit der Mannschaft in der Eliterunde. Ihr Debüt im österreichischen Frauen-A-Team gab sie am 19. Februar 2021 beim Länderspiel gegen Schweden in Malta. Von ÖFB-Teamchefin Irene Fuhrmann wurde sie neben Manuela Zinsberger und Isabella Kresche in den Kader für die Fußball-Europameisterschaft 2022 berufen.